# Kotroman
Kotroman (izvirno srbsko Котроман) je naselje v Srbiji, ki upravno spada pod Mesto Užice; slednja pa je del Zlatiborskega upravnega okraja.

## Demografija
V naselju, katerega izvirno (srbsko-cirilično) ime je Котроман, živi 141 polnoletnih prebivalcev, pri čemer je njihova povprečna starost 40,7 let (41,2 pri moških in 40,3 pri ženskah). Naselje ima 55 gospodinjstev, pri čemer je povprečno število članov na gospodinjstvo 3,31.
To naselje je, glede na rezultate popisa iz leta 2002, večinoma srbsko.
|  |

| Demografija | Demografija     | Demografija     |
| Leto        | Št. prebivalcev | Št. prebivalcev |
| ----------- | --------------- | --------------- |
|             |                 |                 |
|             |                 |                 |
|             |                 |                 |
|             |                 |                 |
| 1948        | 213             |                 |
| 1953        | 224             |                 |
| 1961        | 200             |                 |
| 1971        | 167             |                 |
| 1981        | 145             |                 |
| 1991        | 88              | 88              |
| 2002        | 182             | 182             |
|             |                 |                 |

| Etnična sestava po popisu iz leta 2002 | Etnična sestava po popisu iz leta 2002 | Etnična sestava po popisu iz leta 2002 | Etnična sestava po popisu iz leta 2002 | Etnična sestava po popisu iz leta 2002 |
| -------------------------------------- | -------------------------------------- | -------------------------------------- | -------------------------------------- | -------------------------------------- |
| Srbi                                   | Srbi                                   |                                        | 181                                    | 99,45%                                 |
| Makedonci                              | Makedonci                              |                                        | 1                                      | 0,54%                                  |
| Neznano                                | Neznano                                |                                        | 0                                      | 0,0%                                   |